# Asterisme
Et asterisme betegner inden for astronomi et iøjnefaldende mønster af stjerner, som ikke samtidigt er et stjernebillede. Nedenfor gives en oversigt over de kendteste asterismer.
Inden for gemmologi, læren om ædelstene, betegner asterisme en stjernelignende formation i visse safirer og i rubiner; disse kendes af samme årsag som stjernesafirer og stjernerubiner.

## Karlsvognen
Karlsvognen er nok det kendteste af alle asterismer. Det har en let genkendelig form, består af ret lysstærke stjerner og er set fra Danmark cirkumpolært, dvs. står altid over horisonten.
Der er syv stjerner i asterismet. I nedenstående tabel er de nævnt fra vognstangens spids mod højre. Den lille Alcor, tæt på Mizar, er medtaget som nummer 8.
| Nummer | Egennavn | Bayer-betegnelse | Etymologi                    | Størrelsesklasse |
| ------ | -------- | ---------------- | ---------------------------- | ---------------- |
| 1      | Alkaid   | η Ursae Majoris  | ((arabisk): bjørnens datter) | 1.86             |
| 2      | Mizar    | ζ Ursae Majoris  | (arabisk): lændeklæde        | 2.23             |
| 3      | Alioth   | ε Ursae Majoris  | (arabisk): fårets fede hale  | 1.77             |
| 4      | Megrez   | δ Ursae Majoris  | (arabisk): halerod           | 3.31             |
| 5      | Duhbe    | α Ursae Majoris  | (arabisk): bjørn             | 1.79             |
| 6      | Mirak    | β Ursae Majoris  | (arabisk): lænder            | 2.37             |
| 7      | Phecda   | γ Ursae Majoris  | (arabisk): lår               | 2.44             |
| 8      | Alcor    | g Ursae Majoris  | (arabisk): lændeklæde        | 3.99             |

Nummer to i rækken, Mizar, er en optisk dobbeltstjerne, dvs. de to komponenter står tilfældigvis nær hinanden. Afstanden til den lidt lyssvagere komponent, Alcor (nummer 8 på listen), er ca. 12 bueminutter (Månens diameter: ca. 30 bueminutter). De fleste mennesker kan derfor let adskille de to stjerner.
|  |  |

## Sommertrekanten
|  |  |

De lysstærkeste stjerner i stjernebillederne Lyren, Svanen og Ørnen danner en markant ligebenet trekant, som vender spidsen nedad, Sommertrekanten. Den ses højt på himlen sommer og efterår. De tre stjerner har meget forskellige afstande og lysstyrker, men næsten samme størrelsesklasse.
| Egennavn | Stjernebillede | V    | {\displaystyle L/\mathrm {L} _{\odot }} | Spektralkl. | {\displaystyle d/\mathrm {la} } | {\displaystyle R/\mathrm {R} _{\odot }} |
| -------- | -------------- | ---- | --------------------------------------- | ----------- | ------------------------------- | --------------------------------------- |
| Vega     | Lyren          | 0.03 | 52                                      | A0 V        | 25                              | 2.36 - 2.82                             |
| Deneb    | Svanen         | 1.25 | 200 000                                 | A2 Ia       | 3550                            | 203 ± 17                                |
| Altair   | Ørnen          | 0.77 | 10                                      | A7 V        | 16.6                            | 1.63 - 2.03                             |

## Vintersekskanten
De seks stjerner, som danner Vintersekskanten, er Capella i Kusken, Aldebaran i Tyren, Rigel i Orion, Sirius i Store Hund, Procyon i Lille Hund og Pollux i Tvillingerne. Castor i Tvillingerne er næsten lige så lysstærk som Pollux og kan om ønskes medtages i en vintersyvkant.
| Egennavn  | Stjernebillede | V     | {\displaystyle L/\mathrm {L} _{\odot }} | Spektralkl. | {\displaystyle d/\mathrm {la} } | {\displaystyle R/\mathrm {R} _{\odot }} |
| --------- | -------------- | ----- | --------------------------------------- | ----------- | ------------------------------- | --------------------------------------- |
| Capella   | Kusken         | 0.08  | 78                                      | G3 III      | 42.9                            | 12                                      |
| Aldebaran | Tyren          | 0.86  | 439                                     | K5 III      | 65.3                            | 45                                      |
| Rigel     | Orion          | 0.13  | 120 000                                 | B8 Ia       | 850                             | 74                                      |
| Sirius    | Store Hund     | −1.46 | 25                                      | A0 V        | 8.60                            | 1.71                                    |
| Procyon   | Lille Hund     | 0.34  | 7.05                                    | F5 IV-V     | 11.5                            | 2.03                                    |
| Pollux    | Tvillingerne   | 1.14  | 32.7                                    | K0 III      | 33.8                            | 9.06                                    |
| Castor    | Tvillingerne   | 1.92  | 34                                      | A1 V        | 51                              | 2.09                                    |

## Pegasus-firkanten
Pegasus-firkanten udgøres af fire stjerner, som omtrent danner en kvadratisk figur på himlen. Med den nu gældende opdeling af himlen i 88 stjernebilleder ligger de tre af stjernerne i Pegasus ({\displaystyle \beta }, {\displaystyle \alpha } og {\displaystyle \gamma } Pegasi) medens den nordvestlige stjerne, Alpheratz eller {\displaystyle \alpha } Andromedae, ligger lige på den anden side af grænsen i stjernebilledet Andromeda.
|  | {\displaystyle \zeta } · {\displaystyle \theta } · {\displaystyle \epsilon } · {\displaystyle \mu } · {\displaystyle \lambda } · {\displaystyle \iota } · {\displaystyle \kappa } · {\displaystyle \eta } · {\displaystyle \pi } |

## Cassiopeias W
Stjernebilledet Cassiopeia skal forestille en mytologisk etiopisk dronning, som sidder på sin trone. I praksis danner fem af de lysstærkeste stjerner et let genkendeligt "W". I Danmark er asterismet circumpolart, står altså altid over horisonten. I slutningen af april ses det lavt i nord ved midnatstid. I slutningen af oktober står det omkring midnat næsten i zenit.
|  |  |  |

## Syvstjernen
|  |  |

Den åbne stjernehob Pleiaderne ligger i stjernebilledet Tyren og har mange hundrede stjerner som medlemmer. De syv mest lysstærke kaldes for Syvstjernen med navne fra græsk mytologi. De er Pleiadernes forældre, Atlas og Pleione, samt fem af de syv døtre, nemlig
- Alcyone, størrelsesklasse 2.86
- Atlas (faderen), størrelsesklasse 3.62
- Electra, størrelsesklasse 3.70
- Maia, størrelsesklasse 3.86
- Merope, størrelsesklasse 4.17
- Taygeta, størrelsesklasse 4.29
- Pleione (moderen), størrelsesklasse 5.09

Asterismet kan minde om en miniatureudgave af Karlsvognen. Syvstjernen omtales også som De syv Søstre, men så skal forældrene undtages og erstattes med søstrene Celaeno (5.44) og Asterope (5.64).
Seks af stjernerne står så langt fra hinanden, at de er forholdsvis lette at skelne. Hvis man kan se syv, vil man også kunne se flere end syv.
|  |  |

## Hyaderne
|  | {\displaystyle \alpha } |

Hyaderne er en åben stjernehob i stjernebilledet Tyren (Taurus). Dens klareste stjerner ser ud, som om de er grupperet omkring den røde kæmpestjerne Aldebaran ("Tyrens øje"), som imidlertid ikke indgår i Hyaderne.

Hyaderne befinder sig i en afstand af 47 parsec (153 lysår) fra Solsystemet og er dermed den næstnærmeste stjernehob.
Hyaderne er en mere åben hob end Pleiaderne, men dens anslåede alder på ca. 625 millioner år. er også højere end Pleiadernes (75 - 150 millioner år).

## Tepotten
|  |  |

## Orions bælte
|  |  | {\displaystyle \zeta \ {\text{Orionis}}} · {\displaystyle \epsilon \ {\text{Orionis}}} · {\displaystyle \delta \ {\text{Orionis}}} |

Orions bælte består af tre klare og meget varme stjerner, som danner en svagt buet kurve. Deres afstande er næsten ens, og deres lysstyrker er enorme. De beskrives nærmere i nedenstående tabel.
| Egennavn | Stjernebillede | V    | {\displaystyle L/\mathrm {L} _{\odot }} | Spektralkl. | {\displaystyle d/\mathrm {la} } | {\displaystyle R/\mathrm {R} _{\odot }} |
| -------- | -------------- | ---- | --------------------------------------- | ----------- | ------------------------------- | --------------------------------------- |
| Alnitak  | Orion          | 1.77 | 250 000                                 | O9.5 Iab    | 1260                            | 20.0                                    |
| Alnilam  | Orion          | 1.69 | 419 600                                 | B0 Ia       | 1180                            | 30.6                                    |
| Mintaka  | Orion          | 2.23 | 190 000                                 | O9.5 II     | 1200                            | 13.1                                    |

## Tøjbøjlen
|  | I det lille stjernebillede Ræven kan man i kikkert se dette syn. Ti stjerner danner en tøjbøjle. Bredden af de seks stjerner, som næsten ligger på linje, er 1.3°. Asterismet betegnes også Brocchis stjernehob. Men målinger udført med Hipparcos-satellitten viser, at de ti stjerner ikke er bundet sammen af den indbyrdes gravitation og derfor ikke danne er hob. Stjernernes størrelsesklasser varierer fra 5.16 til 7.11 |

## Andre asterismer
Juvelskrinet beliggende nær Sydkorset.